# Pak Phanang
Pak Phanang (em tailandês: อำเภอปากพนัง) é um distrito da província de Nakhon Si Thammarat, no sul da Tailândia. É um dos 23 distritos que compõem a província. Sua população, de acordo com dados de 2012, era de 105 979 habitantes, e sua área territorial é de 422,5 km².
O distrito foi criado em 22 de março de 1903.